# Friedrich-Lueg-Haus
Das Friedrich-Lueg-Haus in Bochum wurde als erstes Hochhaus Bochums überhaupt mit einer Höhe von 32 m vom Architekten Emil Pohle entworfen und von 1924 bis 1925 errichtet. Es markiert eine neue Bauweise in der Architekturgeschichte einer Stadt mit heute 360.000 Einwohnern.

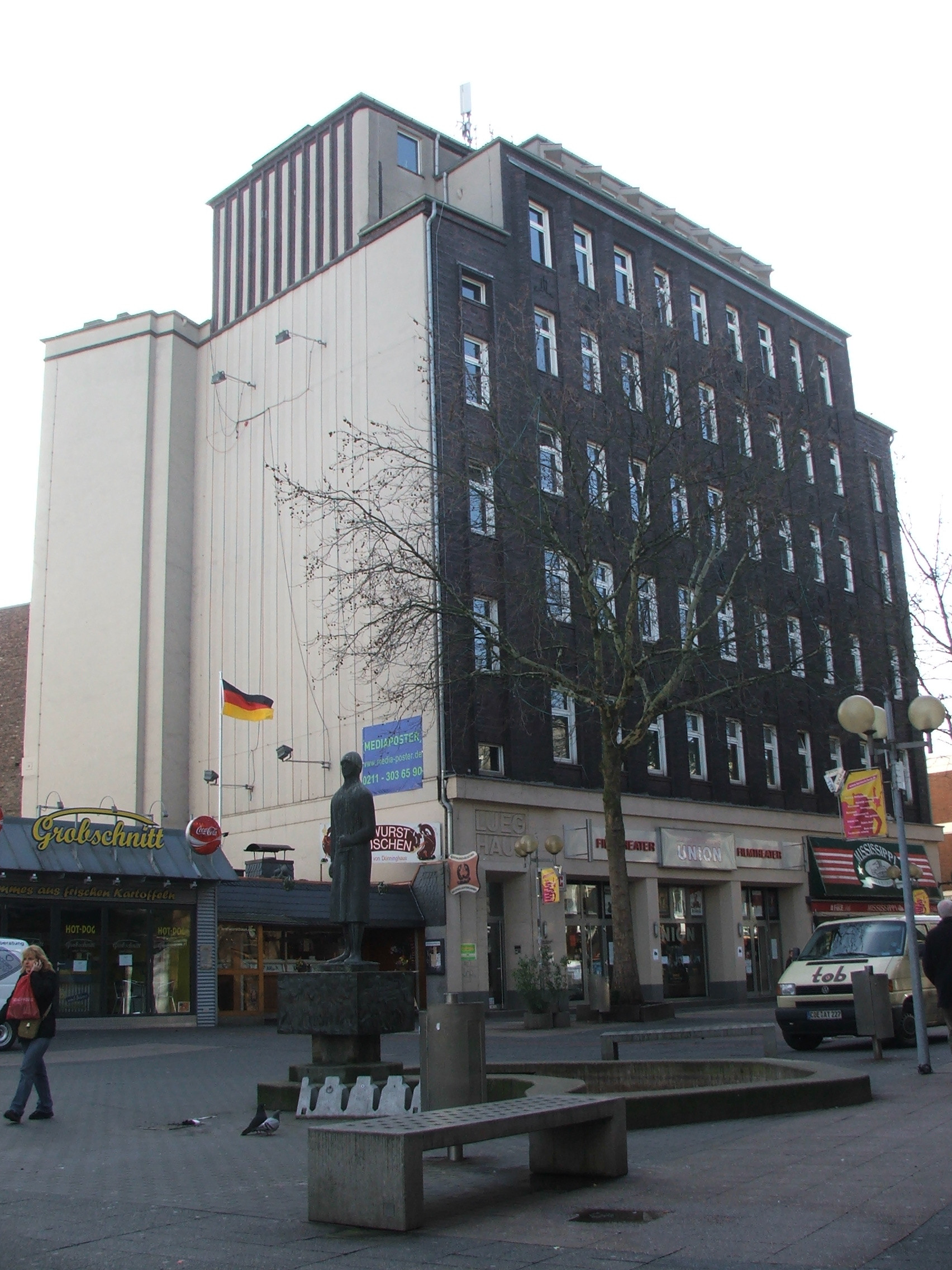
Lueg Haus, 2007

Auftraggeber war das Unternehmen Fahrzeug-Werke Lueg. Im Erdgeschoss befand sich ein Autosalon. Das bis heute Lueg-Haus genannte Gebäude war bei seiner Eröffnung das größte Ausstellungshaus Deutschlands. Man schrieb über das Gebäude „... das Lueg-Haus trägt den bestimmten Charakter einer Persönlichkeit. Ruhe und groß angelegte Linien beherrschen die Front. Nur ganz vereinzelt klingt ein leicht ornamentaler Akkord an.“ Das Gewicht der sechs Obergeschosse ruhte im Erdgeschoss auf drei Umfassungswänden und nur einer zentralen Stütze. Zum Hof hin erlaubte eine Tragkonstruktion aus geschosshohen Vierendeelträgern in Eisenbeton eine stützenfreie Öffnung von 18,10 m Breite. Nach einem Bombentreffer 1944 stand das Gebäude in Flammen.
Die Innen- und Außenarchitektur des Gebäudes ist nach seiner Wiederherstellung in den Jahren 1947 bis 1949 heute stark verändert. Das Kinounternehmen Union Filmtheater Bochum wurde Mieter. Es bietet in den sieben (ehemals zehn) Kinosälen des Hauses Filme aus dem aktuellen internationalen Angebot. Die oberen Etagen sind an Dienstleister, wie zum Beispiel Rechtsanwälte und Internet-Unternehmen, vermietet. Rund um das Kinogebäude entwickelte sich seit Beginn der 1980er Jahre eine hohe Dichte an Gastronomie, bekannt als das Bermuda3eck.